# NGC 3558
NGC 3558 је елиптична галаксија у сазвежђу Велики медвед која се налази на NGC листи објеката дубоког неба.
Деклинација објекта је + 28° 32' 37" а ректасцензија 11h 10m 55,9s. Привидна величина (магнитуда) објекта NGC 3558 износи 13,8 а фотографска магнитуда 14,8. NGC 3558 је још познат и под ознакама MCG 5-27-8, MK 422, CGCG 155-89, CGCG 156-10, DRCG 23-16, PGC 33960.